# 발라 디에이
발라 디에이(프랑스어: Balla Dièye, 1980년 11월 13일~)는 세네갈의 태권도 선수이다. 2016년 하계 올림픽 남자 페더급에 참가했으며 세계 선수권 대회에서 동메달 2개, 아프리칸 게임에서 은메달 1개, 아프리카 선수권 대회에서 금메달 2개, 은메달 1개를 획득했다.